# Herbert Hoffmann (Tätowierer)

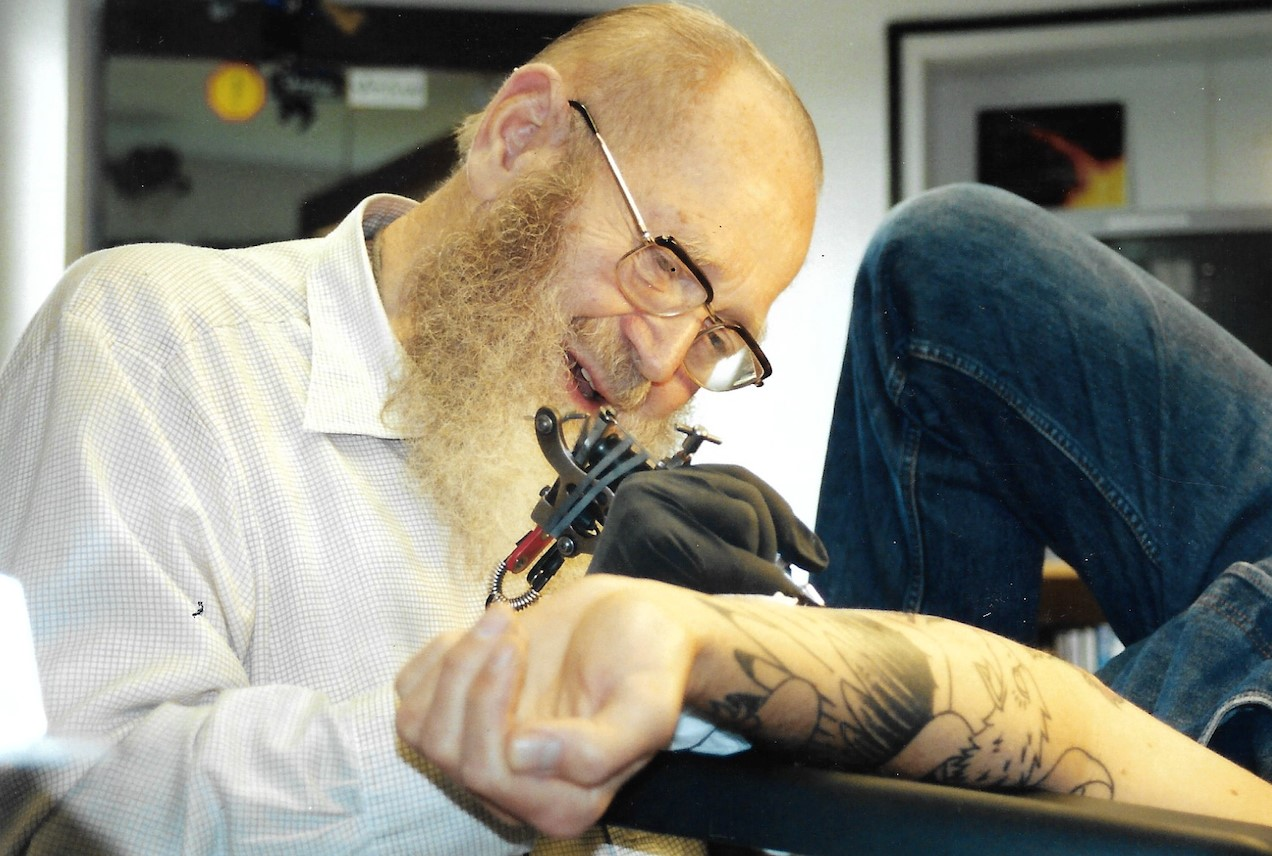
Herbert Hoffmann, Oktober 2004, Wild Thing Tattoo in Schwürbitz

Herbert Hoffmann (* 30. Dezember 1919 in Freienwalde in Pommern; † 30. Juni 2010 in Heiden, Schweiz) war ein deutscher Tätowierer und Fotograf.

## Jugend
Im ländlichen Pommern geboren, wuchs Herbert Hoffmann in einem gutbürgerlichen protestantischen Haushalt in Berlin auf. Er absolvierte eine Lehre zum Einzelhandelskaufmann in Stettin und arbeitete anschließend als Kaufmannsgehilfe, bis er am 1. April 1939 zum Reichsarbeitsdienst der Wehrmacht eingezogen wurde. Von 1941 bis zur deutschen Kapitulation am 8. Mai 1945 diente Hoffmann als Soldat im Krieg gegen die Sowjetunion und geriet anschließend in eine vierjährige sowjetische Kriegsgefangenschaft. In einem Kriegsgefangenenlager in Riga lernte er einen Deutsch-Balten kennen, dessen Tätowierung auf dem linken Unterarm ihn faszinierte. Er wurde ein väterlicher Freund für Hoffmann und trug das alte Seefahrermotiv „Glaube-Liebe-Hoffnung“.

## Karriere als Tätowierer

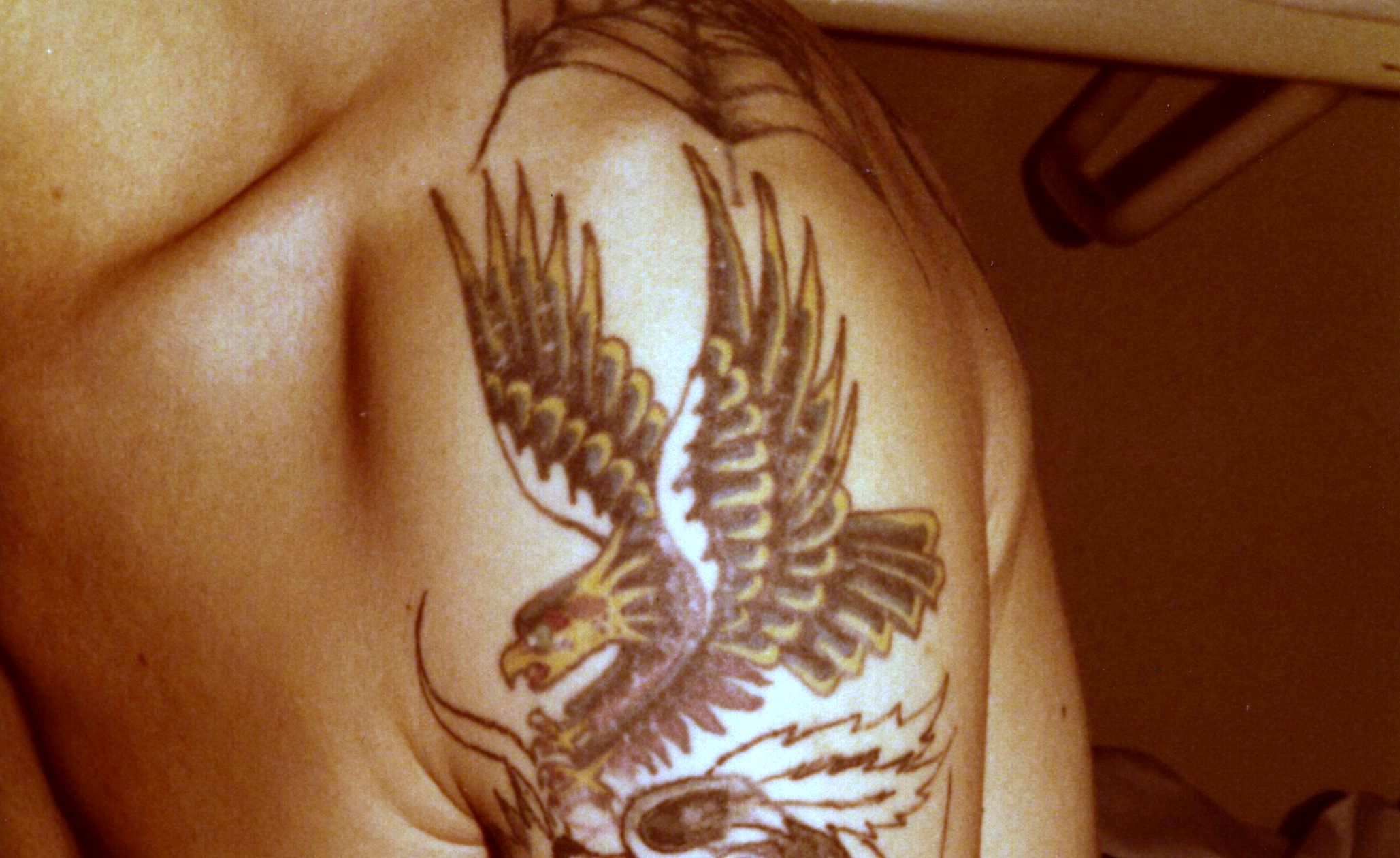
Eine Arbeit an Manfred Kohrs von Herbert Hoffmann 1975

Nach seiner Rückkehr nach Deutschland im Jahre 1949 arbeitete er als Anzeigenaquisiteur in Wiesbaden und Düsseldorf. Gleichzeitig begann er, sich tätowieren zu lassen. In Erinnerung an den Seefahrer aus Riga wählte er das gleiche Motiv an gleicher Stelle. Auf seinen beruflichen Reisen durch Deutschland und Europa ließ er sich unter anderem von Christian Warlich in Hamburg, Tatovör Ole aus Kopenhagen und Albert Conelissen in Rotterdam tätowieren. Zeitgleich entdeckte er sein eigenes Talent für das Tätowierhandwerk, ging bei Christian Warlich in die Lehre und übte sich mit Handnadeln an zahlreichen Interessierten, bis er seine Passion schließlich zum Beruf machte.
Der Versuch, sich 1960 mit einem Tattoostudio in Düsseldorf selbstständig zu machen, scheiterte, da er keine Gewerbeerlaubnis bekam. Die Ablehnung wurde mit „Das ist kein Beruf!“ begründet. 1961 kaufte er dann das Tätowiergeschäft von Paul Holzhaus am Hamburger Berg 8 auf St. Pauli. Nach Christian Warlichs Tod 1964 hatte Hoffmann zeitweise das einzige professionelle Tattoogeschäft in Hamburg, dem er den Namen Älteste Tätowierstube in Deutschland gab.
Hoffmann war 1963 als Gast bei Robert Lembkes „Was bin ich?“.
Herbert Hoffmann war zwar bemüht, Tätowierungen gesellschaftsfähig zu machen, eine im Jahr 1977 ergriffene Initiative des Tätowierers Manfred Kohrs aus Hannover zur Gründung einer deutschen Vereinigung der seinerzeit 14 tätigen Berufstätowierer lehnte er jedoch kategorisch ab. Im Jahr 1980 kaufte Hoffmann ein Haus im appenzellischen Heiden, übertrug sein Geschäft an einen Mitarbeiter und zog 1981 gemeinsam mit seinem Partner Jakob Adler nach Heiden/Schweiz.
Mitte der 1990er Jahre erlebte die Tattoo-Szene einen Aufschwung, und Tattoo-Conventions wurden auch von Nichttätowierten und Familien besucht. Herbert Hoffmann war oft auf Veranstaltungen als Ehrengast eingeladen.
Es kam zu einer Zusammenarbeit mit dem TätowierMagazin, in dem Hoffmann monatlich eine Kolumne veröffentlichte. 2008 brachte der Huber Verlag, in dem das TätowierMagazin erscheint, zusammen mit Herbert Hoffmann dessen alte Motivtafeln als Bildband unter dem Titel Herbert Hoffmann Tattooing – Traditionelle Tattoo-Motive heraus.
Bis kurz vor seinem Tod war Hoffmann auf Reisen zu Tattoo Conventions. Am 30. Juni 2010 verstarb Hoffmann in Heiden/Schweiz.

## Nachlass

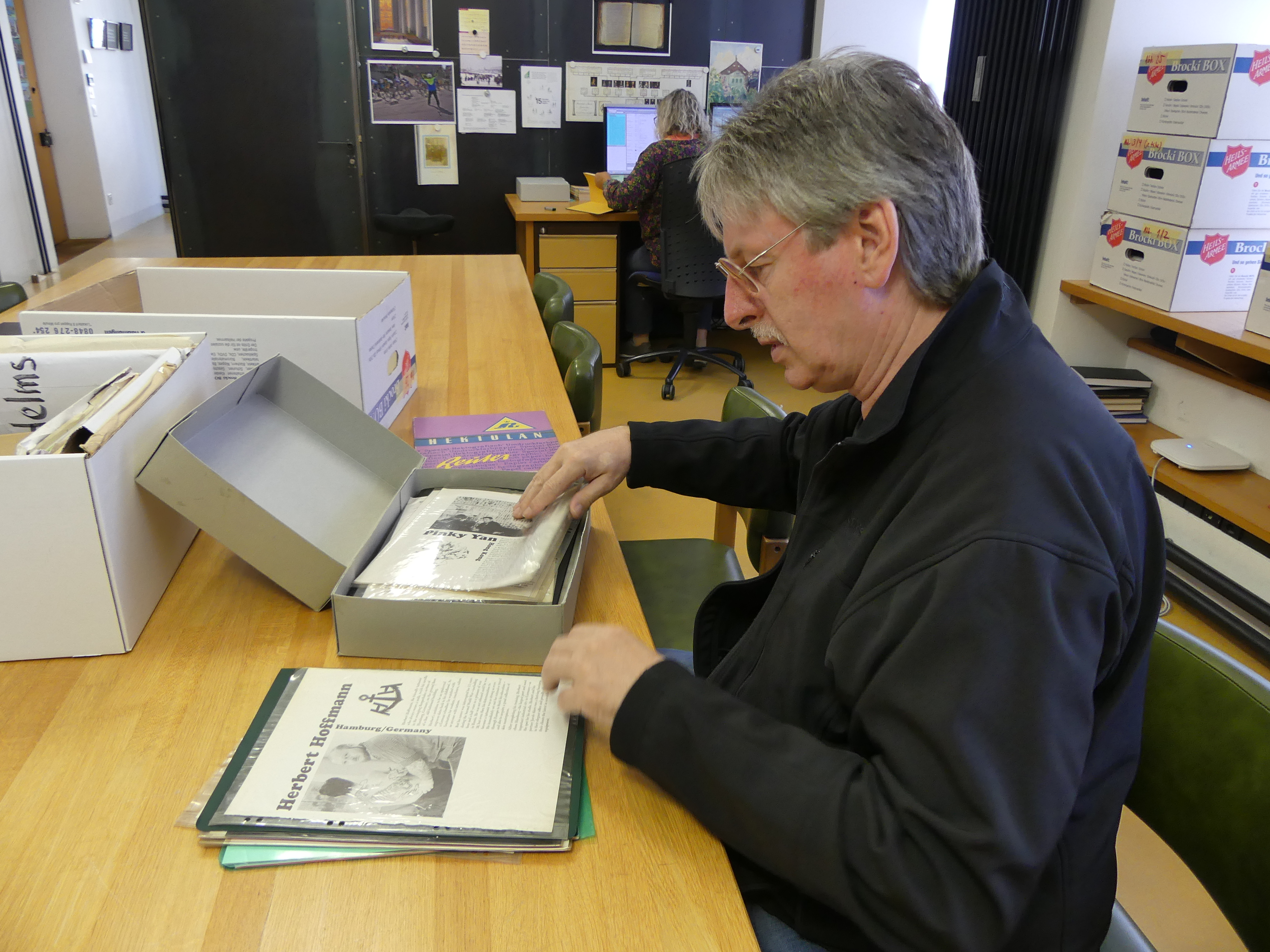
Manfred Kohrs im Lesesaal der Kantonsbibliothek Appenzell Ausserrhoden beim Sichten des Hoffmann-Nachlasses 2018

Seinen umfangreichen Nachlass hat Hoffmann testamentarisch der Kantonsbibliothek Appenzell Ausserrhoden in Trogen vermacht. Sein Nachlass ist kulturgeschichtlich u. a. bedeutsam durch Fotoaufnahmen von tätowierten Menschen aller sozialen Schichten sowie durch Lebensläufe dieser tätowierten Personen.
Ab 1961 entstanden professionelle fotografische Arbeiten in seinem Hamburger Tätowierstudio. So porträtierte Herbert Hoffmann innerhalb von drei Jahrzehnten mit einer Rolleiflex fast 400 Tätowierte, geboren zwischen 1878 und 1952.
Sein fotografisches Werk wird seit 2004 von der Galerie Gebr. Lehmann vertreten.

„Die Porträts sind mit großer formaler Sorgfalt und Ernsthaftigkeit inszeniert. Es entsteht das Bild einer Subkultur, die in der schwulen Szene und bei den Seeleuten und Hafenarbeitern ihre Wurzeln hat, aber weit darüber hinausgeht.“

Der Tattoo-Forscher Manfred Kohrs vom Institut für deutsche Tattoo-Geschichte besuchte 2018 und 2019 mehrfach die Kantonsbibliothek, um den Nachlass Hoffmanns zu sichten. Kohrs traf Hoffmann mehrfach in den 1970er Jahren persönlich und wertet im Rahmen seiner Arbeit dessen Nachlass aus.

## Ausstellungen

### Einzelausstellungen
- 2019: Herbert Hoffmann, Overbeck-Gesellschaft, Lübeck
- 2018: Kunst am Körper Kunst Halle Sankt Gallen, St. Gallen[17]
- 2018: Es juckt schon wieder unter dem Fell, Kunst Halle Sankt Gallen, St. Gallen
- 2013: Herbert Hoffmann, Künstlerverein Malkasten, Düsseldorf
- 2011: Herbert Hoffmann, Galerie Susanne Zander, Köln
- 2010: St. Pauli Souvenirs, Galerie Gebr. Lehmann, Berlin
- 2010: Living Pictures, Ten Haaf Projects, Amsterdam
- 2006: Unter die Haut – Fotografie und Tatauierkunst des Herbert Hoffmann, Museum für Völkerkunde Dresden
- 2004: Glaube – Liebe – Hoffnung, Galerie Gebr. Lehmann, Dresden

### Gruppenausstellungen
- 2019: Tattoo, Museum of Fine Arts, Kaohsiung, Taiwan
- 2019: Fotografie, Galerie Gebr. Lehmann, Dresden
- 2018: Tattoo, Natural History Museum, Los Angeles
- 2017: Freimütig, Galerie Gebr. Lehmann, Dresden
- 2017: Tattoo und Piercing – Die Welt unter der Haut, Grassi Museum für Völkerkunde, Leipzig
- 2016: Tattoo, Field Museum of Natural History, Chicago
- 2016: Tattoos: Ritual. Identity. Obsession. Art., Royal Ontario Museum, Toronto
- 2015: Tattoo, Museum für Kunst und Gewerbe Hamburg
- 2014: Bielefeld Contemporary, Zeitgenössische Kunst aus Bielefelder Privatsammlungen, Bielefelder Kunstverein, Bielefeld
- 2014: Tatoueurs, tatoués, Musée du quai Branly, Paris
- 2014: Intimität, Galerie der Stadt Remscheid, Remscheid
- 2013: 25, Galerie Gebr. Lehmann, Berlin
- 2013: Tattoo, Gewerbemuseum Winterthur, Winterthur
- 2013: the look behind, Märkisches Museum (Witten)
- 2013: Hey! modern art & pop culture / Part II, Halle Saint Pierre, Paris
- 2012: c’est la vie – Das ganze Leben, Deutsches Hygiene-Museum, Dresden
- 2011: HotSpot Berlin – Eine Momentaufnahme, Georg Kolbe Museum, Berlin
- 2010: Auf Leben und Tod – der Mensch in Malerei und Fotografie. Die Sammlung Teutloff zu Gast, Wallraf-Richartz-Museum & Fondation Corboud, Köln
- 2010: Weisser Schimmel–You can observe a lot by watching, Sammlung Falckenberg, Hamburg
- 2010: Nude Visions – 150 Jahre Körperbilder in der Fotografie, Museum der bildenden Künste, Leipzig
- 2009: Tattoo–Die Geschichte des Tätowierens, Dillenburger Museumsverein, Dillenburg
- 2008: transgressive body / reincarnated flesh, Artspace Tape Modern, Berlin
- 2008: Skinscapes. Die Kunst der Körperoberfläche, Marburger Kunstverein, Marburg
- 2006: Mensch! Photographien aus Dresdner Sammlungen, Kupferstichkabinett Dresden, Staatliche Kunstsammlungen Dresden
- 2006: Signs & Surfaces – Andreas Fux, Herbert Hoffmann, Ali Kepenek, Künstlerhaus Bethanien, Berlin
- 2005: YES YES YES YES. Differenz und Wiederholung in Bildern der Sammlung Olbricht, Museum Morsbroich, Leverkusen

## Sonstiges
In dem deutsch-schweizerischen Dokumentarfilm Flammend’ Herz von Andrea Schuler und Oliver Ruts wird unter anderem die Geschichte Herbert Hoffmanns erzählt. Der Tattoo-Forscher Manfred Kohrs und die Chefredakteurin des Tattoo Kulture Magazine Sabrina Ungemach stellten den Film im  TKM No. 44/April 2021 in einem Bericht mit anschließendem Interview im Tattoo Kulture Magazine No. 44/April 2021 vor. Ungemach traf Herbert Hoffmann im Oktober 2004 nach der Aufführung des Films vor dem Kino in Jena und ergriff die Möglichkeit, ihn zu interviewen. Auf die Frage, wie er diesen Film findet, führte Hoffman aus: „Ich bin gar nicht damit zufrieden. Man hat mich damals dazu überredet mitzuwirken. Es fehlen so viele Szenen, die die Geschichte wirklich erklären. [...] Der Film ist mir zu negativ.“